# 子雲亭
子雲亭位于四川省绵阳市西山，西汉文学家扬雄之书亭。因唐代诗人刘禹锡《陋室铭》中的名句“南阳诸葛庐，西蜀子雲亭”而名扬天下。
原亭为茅庐，因其简陋早已荡然无存。后人为纪念揚雄，为之建造七层仿古亭，并置其塑像于亭前以示纪念。

## 扬雄其人
扬雄，字子雲，蜀郡成都人，著有《方言》、《太玄》等名篇。